# Bodo (Didiévi)
Pour les articles homonymes, voir Bodo (homonymie).
Bodo est une localité du centre de la Côte d'Ivoire, et appartenant au département de Didiévi, dans la Région des Lacs. La localité de Bodo est un chef-lieu de commune. Elle comporte aussi certains villages.